# Domenico Zipoli
Domenico Zipoli (ur. 17 października 1688 w Prato, zm. 2 stycznia 1726 r. w Córdobie) – włoski kompozytor epoki baroku, jezuicki misjonarz, działający w Ameryce Południowej.

## Życiorys
Od roku 1707 studiował we Florencji, prawdopodobnie uczył go tam Giovanni Maria Casini (1652-1719), naukę tę sponsorował Kosma III, Wielki Książę Toskanii. Zipoli odwiedził Neapol, gdzie pewien wpływ wywarł na niego Alessandro Scarlatti. Później celem jego podróży była Bolonia. W 1709 roku prawdopodobnie uczył go Bernardo Pasquini. Około r. 1715 Zipoli uzyskał prestiżową posadę organisty w macierzystym kościele jezuitów Del Santissimo Nome di Gesù w Rzymie.
1 lipca 1716 Zipoli wyruszył do Sewilli, a stamtąd do jezuickich misji w Ameryce Południowej (Paragwaj). Po wielu podróżach na tym kontynencie osiadł w mieście Córdobie (obecnie Argentyna). Odbył tam formację jezuicką oraz ukończył studia teologii, żeby zostać księdzem, jednak zmarł nie doczekawszy święceń z powodu braku biskupa.

## Twórczość
Zipoli znany jest dziś przede wszystkim jako autor utworów na instrumenty klawiszowe (organy, klawesyn), wydanych w zbiorze Sonate d’intavolatura per organo e cimbalo (1716). Z wczesnego okresu jego twórczości znane są też dwa oratoria: San Antonio di Padova (1712) i Santa Caterina, Virgine e martire (1714).
Niedawno  w Chiquitos (Boliwia) odkryto niektóre z jego południowoamerykańskich utworów kościelnych: dwie msze, dwa opracowania psalmów, trzy hymny brewiarzowe, Te Deum laudamus itp. Msza skopiowana w Potosí w Boliwii w 1784 roku, a zachowana w Sucre (Boliwia), wydaje się lokalną kompilacją opartą na dwóch innych mszach. Jego muzyka dramatyczna, w tym dwa kompletne oratoria i fragmenty trzeciego, w większości zaginęły. Domenico Zipoli jest przypuszczalnie autorem trzech fragmentów „opery misyjnej” San Ignacio de Loyola, którą skompilował Martin Schmid w Chiquitos wiele lat po tym, jak Zipoli zmarł. Zachowała się ona prawie w komplecie w źródłach lokalnych.

## Posłuchaj
| (audio)                                      | \| (info) \| \| Gawot b-moll \| \| (info) \| \| Largo b-moll \| \| Problem ze ściągnięciem pliku? Zobacz pomoc. \| |
| (info)                                       | |
| Gawot b-moll                                 | |
| (info)                                       | |
| Largo b-moll                                 | |
| Problem ze ściągnięciem pliku? Zobacz pomoc. | |